# Oronce Fine
Pour les articles homonymes, voir Fine.
Oronce Fine (ou Oronce Finé ou Finée ou Fyné ; Orontius Finaeus (et Orontius Finaeus Delphinas, ou Delphinatus) en latin ; Oronzio Fineo en italien), né le 20 décembre 1494 à Briançon et mort le 8 août 1555 à Paris, est un mathématicien, astronome et cartographe français. Il est le premier titulaire de la chaire de Mathématiques au Collège de France (1530-1555).
Il réalisa la première carte de France « moderne » imprimée dans ce pays (carte nommée Gallia, publiée en 1525 mais dont le plus ancien exemplaire accessible de nos jours date de 1538). Sa Protomathesis est un cours de mathématiques pures et appliquées. Il est également l'auteur d'une mappemonde en forme de cœur et présentant une Terra Australis : la carte d'Oronce Fine,.

## Biographie

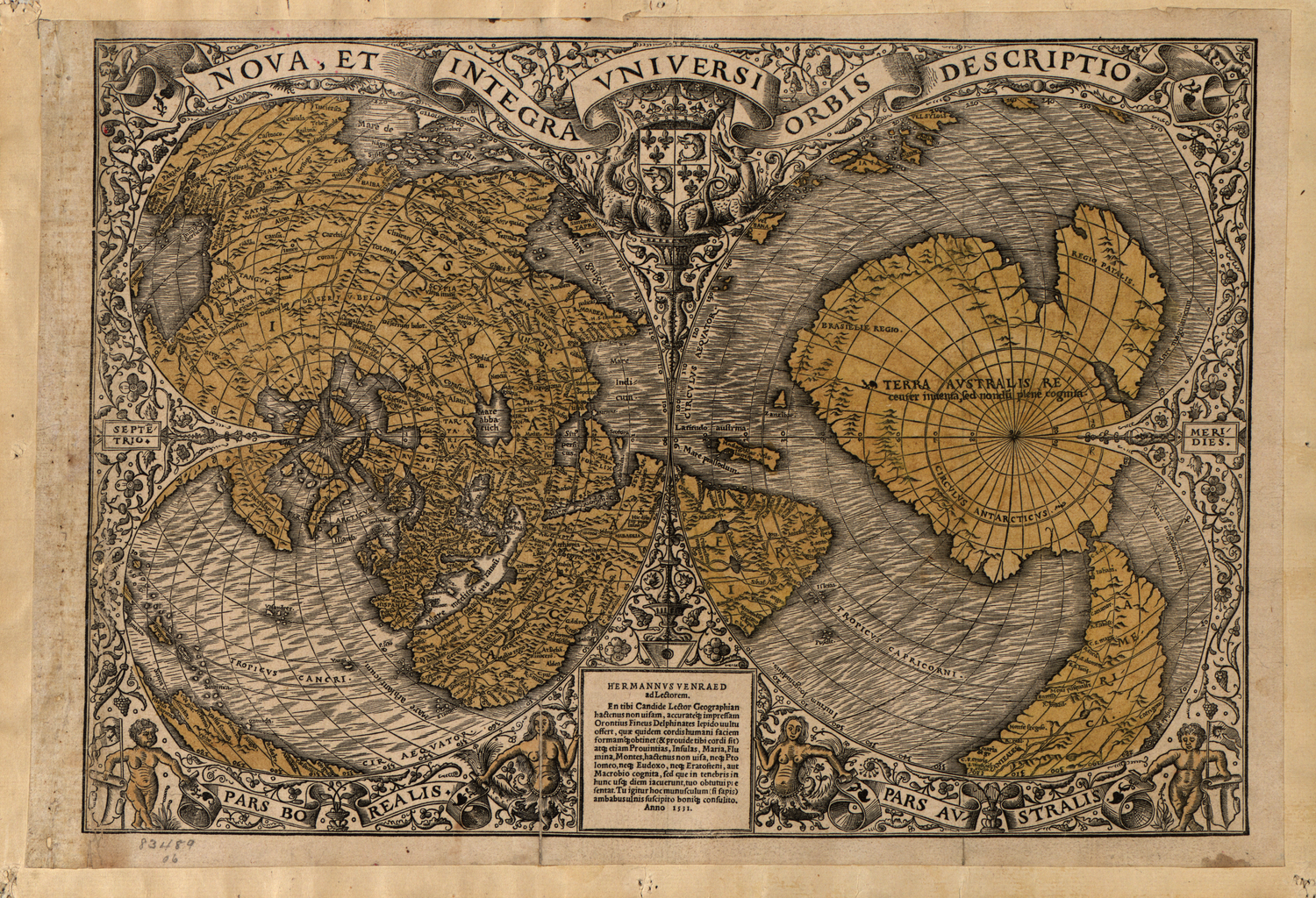
Nova, et integra universi orbis descriptio. (Carte moderne et corrigée du monde entier), par Oronce Fine, 1531.
Inscription dans l'encadré au centre : HERMANNUS VENRAED ad Lectorem. En tibi Candide Lector Geographian hactenus non uisam, accurateque impressam Orontius Fineus Delphinates lepido vultu offert, qua quidem cordis humani faciem formamque obtinet (& provide tibi cordi sit) atque etiam Provintias, Insulas, Maria, Flumina, Montes hactenus non visa, neque Ptolomeo, neque Eudoxo, neque Eratosteni, aut Macrobio cognita, sed que in tenebris in hunc usque diem iacuerunt, tuo obtutui presentat. Tu igitur hoc munusculum (si sapis) ambabus ulnis suscipito bonique consulito. Anno 1531.

La famille Fine est originaire de Villar-Saint-Pancrace (village attenant à Briançon) au XIVe siècle. Son père, François Fine, exerce la médecine mais s'intéresse aussi à l'astronomie et a créé un instrument pour observer les mouvements des planètes. Cependant, le père semble être mort assez jeune et Oronce Fine, encore enfant, est envoyé à Paris chez un compatriote nommé Antoine Silvestre, qui enseigne les belles lettres au Collège de Montaigu puis au Collège de Navarre. Oronce Fine étudie les sciences humaines et mathématiques dans ce même Collège de Navarre.
Il semble qu'Oronce enseigne déjà les mathématiques à 22 ans. Il entre ensuite au Collège de maître Gervais où il est chargé de cet enseignement en particulier. Il publie son premier livre, un traité d'arithmétique, en 1519, puis des ouvrages de mathématiques et d'astronomie.
À cette époque, la géographie n'est qu'une dépendance de l'astronomie et une petite partie de la cosmographie, les astronomes considérant que la Terre faisant partie du système solaire, sa géographie relève de leur domaine. Or, c'est aussi l'époque des grandes découvertes du monde, et les géographes ont donc une importante mission d'établissement de cartes. Pour cela, il leur faut utiliser le système des longitudes et des latitudes, ainsi que de nouveaux systèmes de projection cartographique, ce qui relève du domaine des mathématiques. Oronce Fine, qui s'intéresse à ces problèmes et aux découvertes élargissant le champ de la pensée humaine, devient ainsi géographe. Il est le premier cartographe en France à avoir représenté les continents nouvellement découverts sur des mappemondes, en coordonnant les informations données par les navigateurs, et en donnant accès à ces cartes au public. Il dresse également une grande carte de France, dès le début des années 1520, qu'il publie en 1525. Cette réalisation semble avoir participé à sa notoriété et avoir contribué au fait qu'il ait été appelé par François Ier, en 1531, à faire partie du groupe de savants à l'origine du Collège de France.
Il s'était opposé au concordat que François Ier avait envoyé aux universités en 1517 et, selon certaines hypothèses, il aurait, pour cette raison, été emprisonné jusqu'en 1524 Oronce Fine est toutefois nommé par François Ier lecteur Royal des Mathémathiques (1531) et une chaire est créée pour lui au Collège royal, récemment fondé en 1530 (première chaire de mathématiques du Collège de France).
Oronce Fine devient bientôt célèbre et nombre de seigneurs, d'ambassadeurs et de visiteurs étrangers à Paris viennent le voir.
Il a exercé principalement les mathématiques et l'astronomie et a enseigné au Collège royal à Paris, où il a enseigné jusqu'à sa mort. Il eut comme élèves de nombreux hommes illustres de son temps, comme Johannes Buteo (autrement appelé Jean Borrel) et Antonio Mizauld (qui fut l'un de ses amis proches).
À sa mort, il avait six enfants vivants, dont un nommé Jean Fine, et un autre nommé Claude qui devint secrétaire de la Chambre du roi.

## La défense des mathématiques
En 1531, il avait défendu devant François Ier les mathématiques dans une épître sur leur dignité, perfection, et utilité. Il avait déjà aussi accompli avec distinction comme éditeur la publication des travaux de Georg von Purbach et Gregor Reich. Il se particularise principalement comme le principal initiateur de la Renaissance dans les études des mathématiques en France au XVIe siècle.

## Une contribution scientifique?

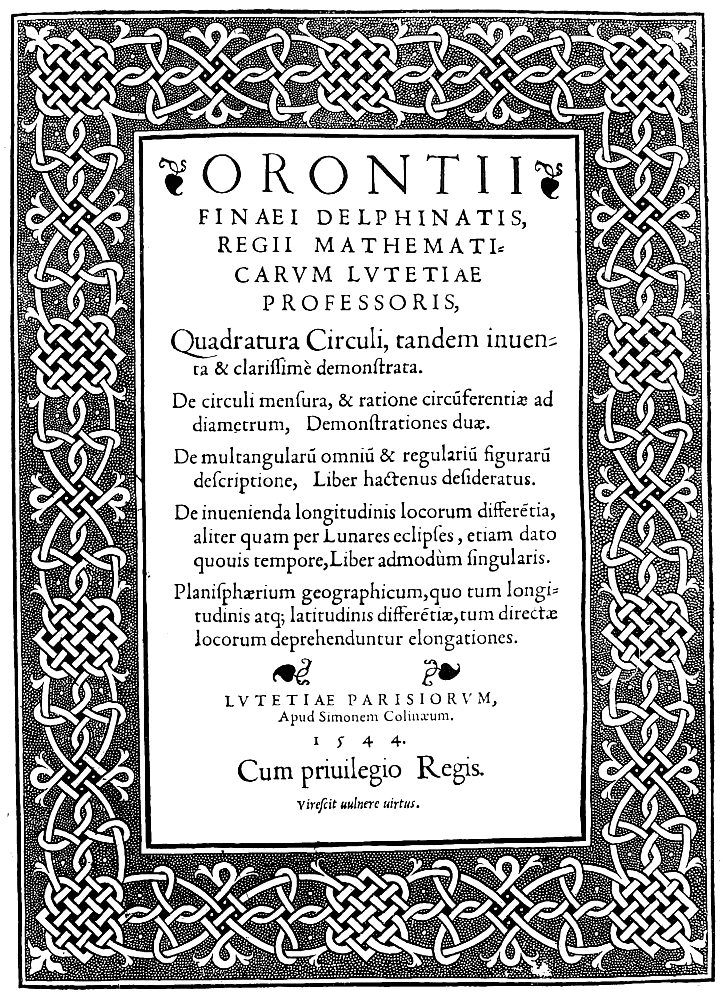
Quadratura circuli, 1544.

Rétrospectivement sa contribution aux mathématiques demeure petite, comme la plupart de son travail vu dans un plus grand contexte, cependant il a contribué énormément à l'établissement des mathématiques comme l'un des principaux sujets scientifiques en France. Il a largement écrit sur l'astronomie et la géométrie, mais n'était pas un savant authentique. Ses nombreux travaux scientifiques ont aidé à la popularisation des mathématiques traditionnelles et de l'astronomie issues de Ptolémée enseignées dans les universités à son époque.
Parmi ses travaux mathématiques, Oronce Fine pensait avoir résolu le problème de la quadrature du cercle, mais il se trompait.

## Instruments mathématiques, cadrans solaires et horloge planétaire épicyclique

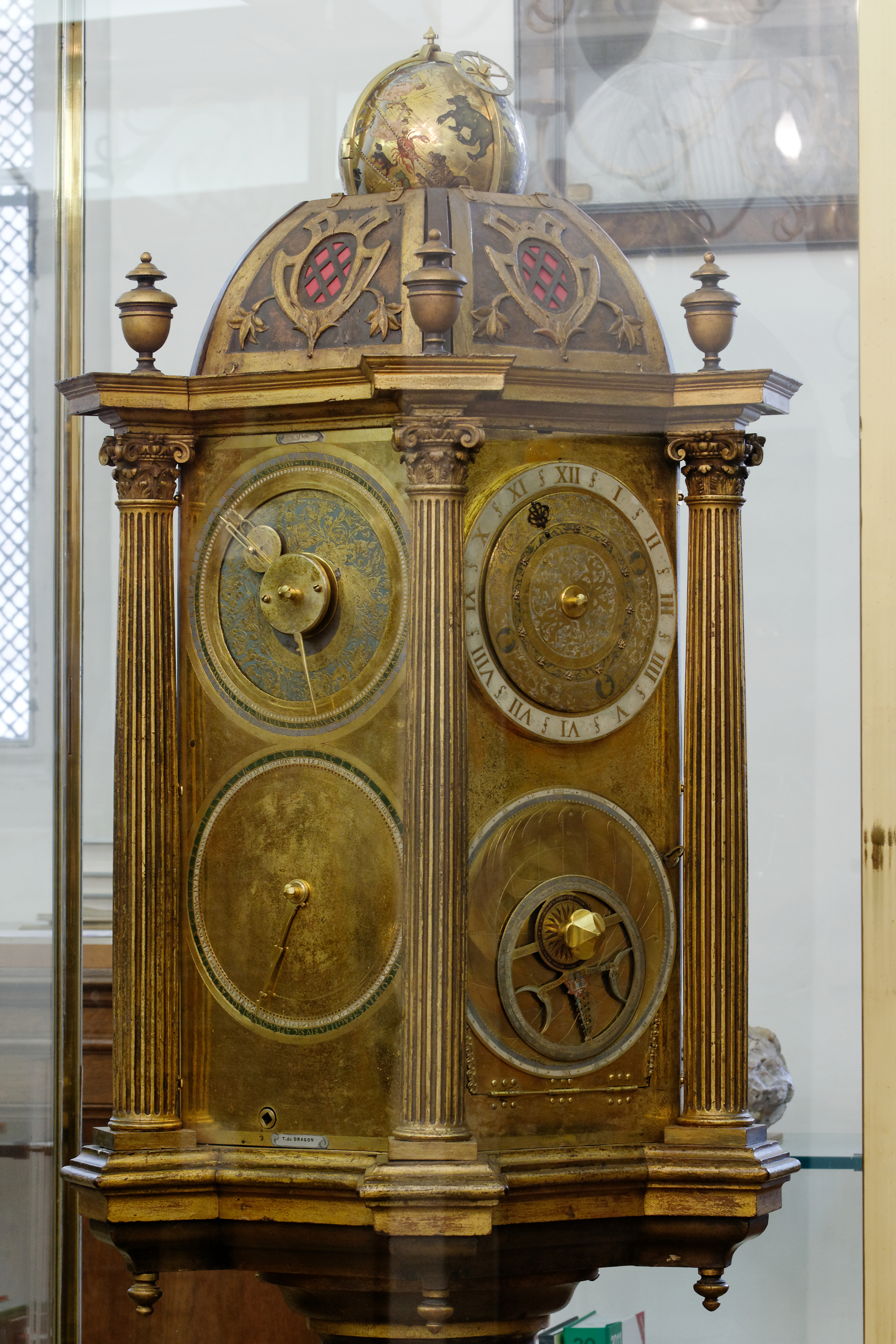
Horloge astronomique de la bibliothèque Sainte-Geneviève, à Paris, réputée être l'œuvre d'Oronce Fine mais dont il n'aurait modifié qu'une partie.

C'était aussi un inventeur prolifique et constructeur d'instruments mathématiques et de cadrans solaires, qu'il a décrit dans des traités innovateurs tels que Quadrans Astrolabicus (Paris, 1527) et De Solaribus Horologijs et Quadrantibus (Paris, 1531). Un très rare cadran en ivoire, en forme de bateau (un « petit navire de Venise ») subsiste au musée Poldi Pezzoli de Milan. Il est signé « Opus Orontii F. 1524 » et appartenait au roi François Ier.
La bibliothèque Sainte-Geneviève de Paris abrite encore de nos jours une horloge planétaire épicyclique, dite « horloge d'Oronce Fine ». Elle est la plus ancienne des horloges planétaires présentes en France. Cette horloge est généralement considérée comme ayant été construite par Oronce Fine pour le cardinal Charles de Lorraine mais, en réalité, Oronce Fine l'a découverte à Metz avant de la transformer. Ses modifications, faites en 1553, ont permis une répartition en cinq cadrans au lieu de 4 précédemment, avec ajout de la face de l'astrolabe ; les autres faces, initialement présentes et accueillant les planètes, sont potentiellement de la fin du XVe siècle ou du début du XVIe siècle,.

## Renommée
Il était énormément respecté par ses contemporains qui, des sciences ou des arts, assistaient régulièrement à ses conférences. « On dit de lui avec raison qu’il était le restaurateur des mathématiques en France. » Sa célébrité européenne a été certifiée par les nombreuses publications et traductions de ses travaux sur l'astronomie, la géographie, la cartographie, la gnomonique, la géométrie pratique, et les instruments scientifiques.

## Les sciences et la géographie

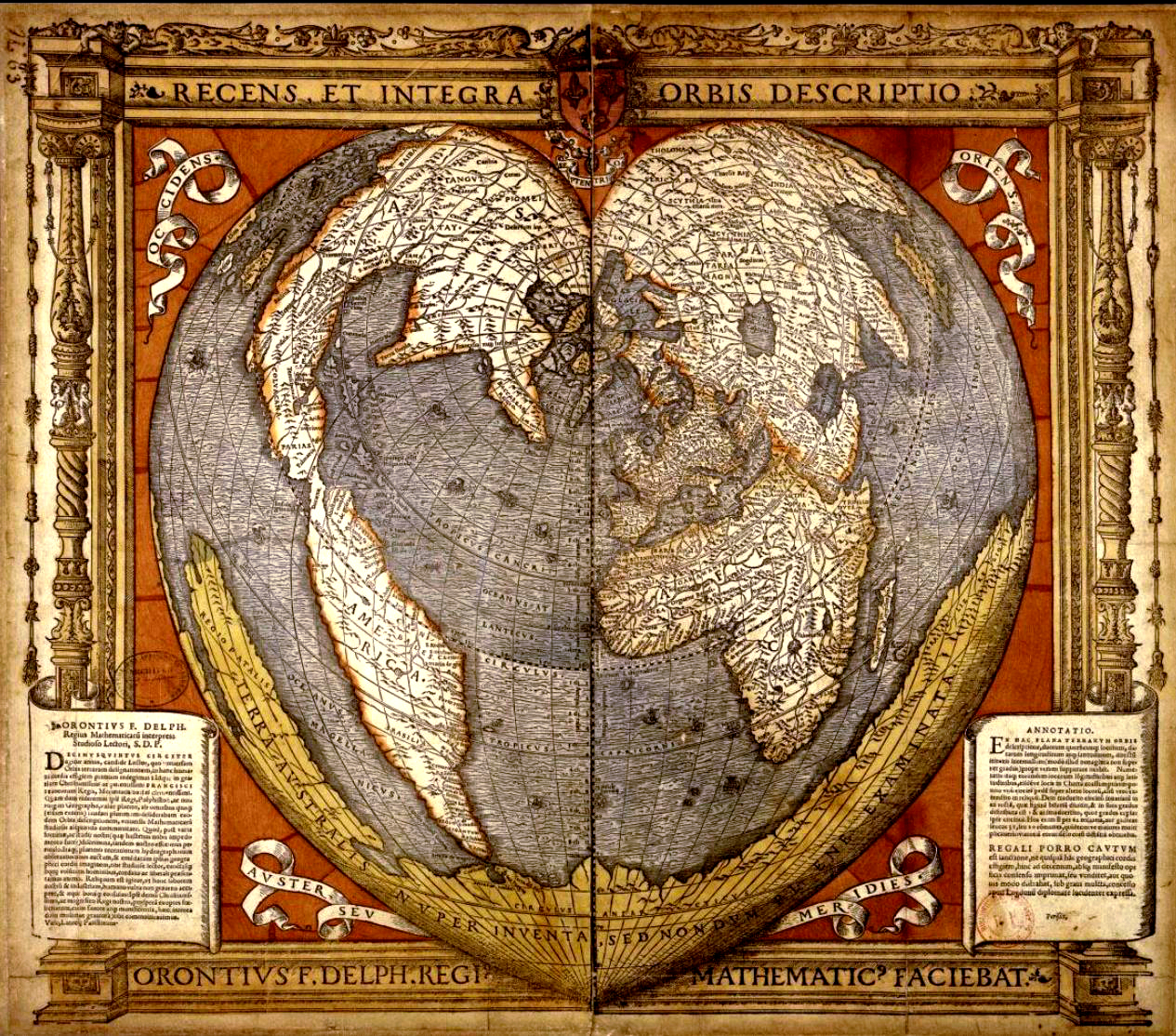
Mappemonde en forme de cœur montrant la Terre australe (Recens et integra orbis descriptio), par Oronce Fine, en 1534-1536.
Inscription dans l'encadré au gauche :
Voici environ 15 ans que j’ai pour la première fois dessiné cette mappemonde en forme de cœur humain, je l'ai faite pour le très chrétien et très puissant Roy de France, François Ier, mon très bienveillant Maecenas. Comme elle plut à ce roy savant en histoire et également dans les choses géographiques, ainsi qu'à d'autres, même étrangers, j'ai désiré le communiquer à tous les amis des mathématiques. Après des empêchements, je me suis décidé à la publier à mes risques et périls. Aussi après l'avoir corrigée et augmentée d'après de nombreuses observations des hydrographes récents, nous te l'offrons, lecteur studieux, ainsi qu'à tous les hommes de bonne volonté. Il reste donc que vous ne refuserez pas d'accepter ce travail et cette industrie qui sont les nôtres et qui ont une apparence humaine, et de les consulter équitablement et bien. Enfin, alors que nous nous efforçons toujours plus ardemment d'obtenir la faveur et la générosité de notre Roi Très Chrétien et magnifique, dont vous désirez ardemment le bonheur et le succès, nous avons partagé cela avec vous. Adieu. Paris.

Il s'intéressa aux nombreuses branches de la science, dont l'art de la fortification et la cartographie (il compta parmi les premiers savants français à faire de la cartographie) et, vers 1519, il dessina une importante mappemonde. Il s'intéressa à l'astronomie, aux mathématiques, à la médecine, en publiant différentes œuvres d'une valeur considérable. Il est probablement plus connu comme cartographe que comme mathématicien dont les projections influenceraient des cartographes plus tardifs comme Peter Apian et Gerardus Mercator. Il est l'auteur de plusieurs livres sur la géométrie, l'arithmétique, et l'astronomie au milieu du XVIe siècle et, dans de nombreux cas, a produit beaucoup des illustrations en gravures expertes dans ses travaux.
En cartographie, sa mappemonde en forme de cœur appartient à un groupe de dix-huit cartes en projection cordiforme éditées entre 1511 et 1566. Ce système de projection cartographique, rare, fut codifié par un mathématicien de Nuremberg, Johannes Werner (1468-1528), dans un ouvrage daté de 1514 ; il est inspiré de l’une des projections décrites par Ptolémée (IIe siècle apr. J.-C.).

Nova totius Galliae descriptio, par Oronce Fine, en 1538.

Oronce Fine est également l’auteur de la première carte de France (nommée Gallia,) dressée et publiée en France même, qui connait cinq éditions entre 1525 et 1557. C'est un carte de grande taille : 0,95m sur 0,68m. Elle correspond à un échelle approximative de 1/1 750 000. Par certains traits, celle-ci se rattache aux cartes issues de la Géographie de Ptolémée (projection trapézoïdale, divisions en climats), mais le cartographe français en améliore nettement les contours. En géographe mathématicien, Oronce Fine est préoccupé par le calcul des longitudes et latitudes et il met au point à cet effet un « méthoroscope géographique », astrolabe modifié par l’adjonction d’une boussole. Dans sa Cosmographia (1530), il donne les coordonnées de cent vingt-quatre villes françaises, tantôt empruntées à Ptolémée, tantôt corrigées et complétées par ses propres observations. Par ailleurs, Fine fait cohabiter toponymes anciens et modernes « afin de satisfaire à ceulx qui se délectent à lire les anciennes histoires de la dicte Gaule ». Cette carte retranscrit non seulement les frontières de l'ancienne Gaule romaine, mais aussi le nord de l'Italie, reflétant les ambitions politiques des rois de France.

## Publications
- Epitre Exhortative, Touchant la Perfection & Commodite des Ars Liberaulx Mathematiques. Pierre Leber, 1531. Ce poème en dix-huit neuf stances, dédié à François Ier, était une tentative de Fine de faire prendre conscience de l'importance des mathématiques comme une science, qui jusqu'alors avait été en grande partie ignorée par les savants français. Il cite Platon, Pythagore, et Euclide comme exemples de grands mathématiciens, décrit les avantages des mathématiques dans chaque branche des sciences, et exhorte le Roi à reconnaître son importance. Ce texte a été publié une seconde fois en 1551, en seconde partie de l'édition française de la Cosmographia, alors intitulée La Sphere du monde, proprement ditte cosmographie, composee nouvellement en françois, & divisee en cinq livres, comprenans la première partie de l’astronomie, & les principes universels de la geographie & hydrographie. Paris, Michel de Vascosan, 1551.
- Oronce Fine, Protomathesis : opus varium, ac scitu non minus utile quam iucundum, Paris, Morrhius & Petrus, 1532 (lire en ligne). Il contient une première ébauche de la cosmographie.[réf. souhaitée]
- De Mundi Sphaera, sive Cosmographia, primáve Astronomiae parte. Libri V. Ab ipso Authore recogniti, aucti, ac prorsus renovati: seorsúmq[ue] in studio sorum gratiam absque commentariis recenter impressi. 1532. Paris: Simon Colines, 1542. Paris, M. Vascosan, 1555. Livre consacré à la cosmographie. Il donne des directives pour faire une carte, en utilisant le sud de la France comme exemple pratique. Il détaille trois méthodes pour la projection d'une carte du monde sur une surface plane, chacun avec des explications schématiques.Illustration issue de La theorique des cieulx et sept planetes, avec leurs mouvements, orbes & disposition, 1558.

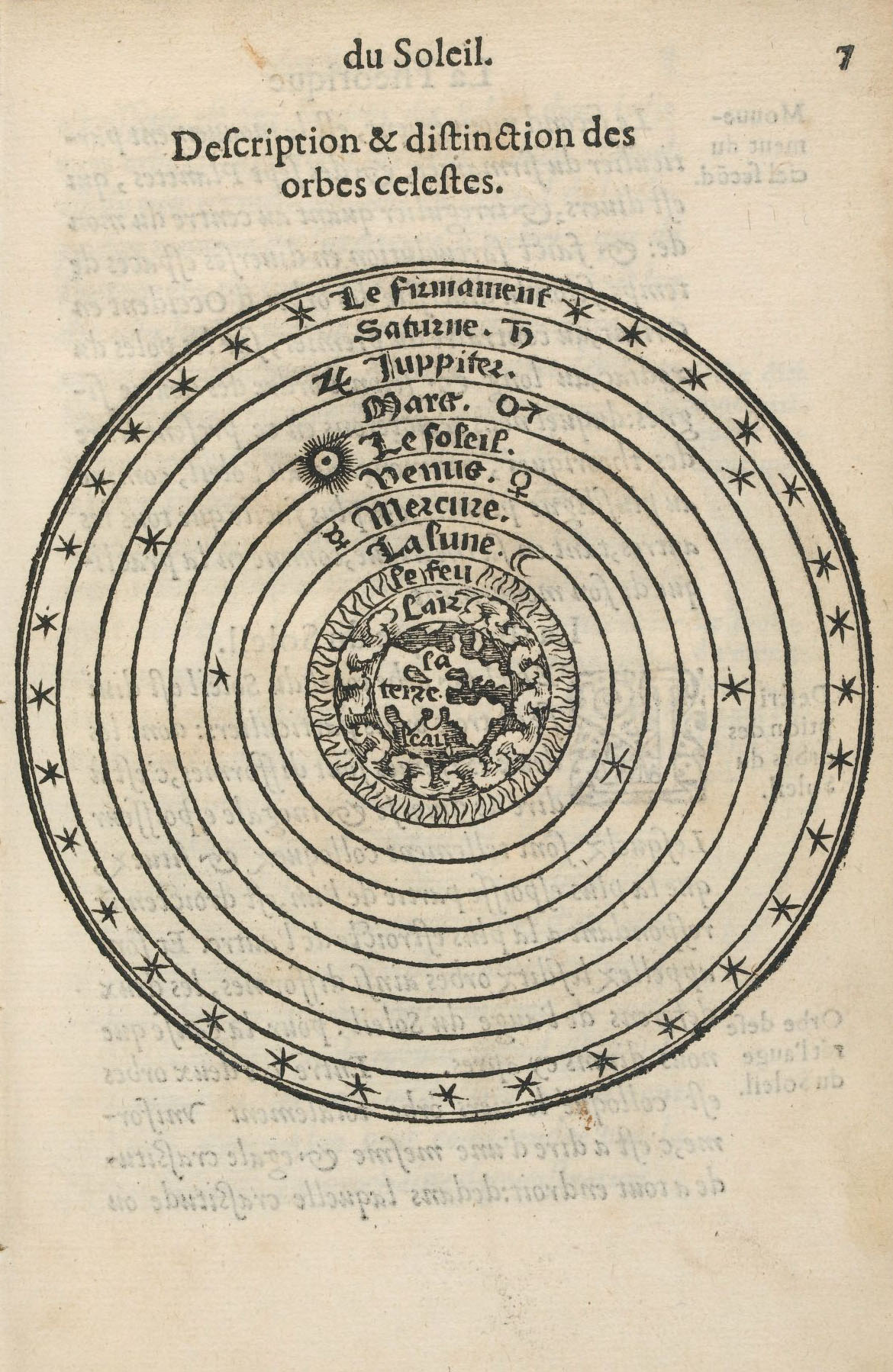
Illustration issue de La theorique des cieulx et sept planetes, avec leurs mouvements, orbes & disposition, 1558.

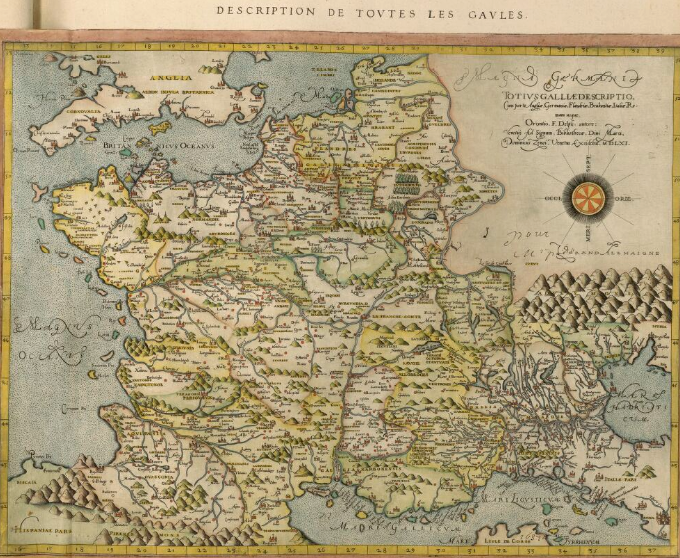
Carte des Gaules d'Oronce Fine publiée dans Totius Galliae descriptio, cum parte Angliae, Germaniae, Flandriae, Brabantiae, Italiae, Romam usque en 1561.

- Quadrans astrolabicus, omnibus Europae regionibus inserviens. Ex recenti & emendata ipsius authoris recognitione in ampliorem. ac longè fideliorem redactus descriptionem. Paris, Simon de Colines, 1534.
- Sphaera Mundi, sive cosmographia quinque libris recens auctis & eme[n]datis absoluta : in qua tum prima astronomiae pars, cum geographie, ac hydrographie, rudimenta pertracta[n]tur… Simon de Colines, 1542, Lutetiae parisiorum, apud Michaëlem Vascosanum, 1551.
- Quadratura circuli, tamdem inventa & clarissimè demonstrata. De circuli mensura, & ratione circumferentiae ad diametrum, demonstrationes duae. De multangularum omnium & regularium figurarum descriptine, liber hactenus desideratus. De invenienda longitudinis locorum differentia, aliter quàm per lunares eclipses, etiam dato quovis tempore, liber admodum singularis. Planisphaerium geographicum, quo tum longitudinis atque latitudinis differentiae, tum directae locorum deprehenduntur elongationes. Paris: apud Simonem Colinaeum, 1544. C'est une collection de traités sur la quadrature du cercle et sur les instruments scientifiques et un des monuments de la typographie en France au XVIe siècle. Fine donne une valeur de (22+2/9)/7  pour le nombre pi (22/7 dans le Protomathesis[réf. nécessaire].  Fine a été critiqué par des mathématiciens qui ont réfuté ses calculs, parmi lesquels Pedro Nunes qui a publié une brochure contre le livre édité en 1546 et Johannes Buteo en 1558[15]. "Il doit être reconnu que l'arrogance de Fine au sujet de ses propres talents a fait indubitablement apparaître ses erreurs de logique comme les plus intolérables à ses adversaires"[réf. nécessaire]. Dans cet essai, Fine, par contraste, explique avec beaucoup de soin comment exécuter des opérations pratiques d'inspection et de mesure de distances.
- De rebus mathematicis, hactenus desideratis, libri IIII. Quibus inter caetera, circuli quadratura centum modis, & suprà, per eundem Orontium recenter excogitatis, demonstratur. Paris, Michel Vascosan, 1556. C'est le dernier ouvrage d'Oronce Fine, une publication posthume en forme de mémorial pour son auteur. On trouve dans les feuillets liminaires des vers de ses deux fils et un long poème d'Antoine Mizauld sur la vie de Fine.
- De universali Quadrante, sinuumve organo:quo tum geometrici, tum omnes astronomici canones, ex quatuor sinuum rectorum proportione pendentes, mira facilitate pertractantur, liber singularis. ex officina Reginaldi Calderii, & Claudii eius filii [R. & C. Chaudiere], 1550.
- Canonum astronomicorum libri II. Lutetiae : Apud Michaelem Vascosaum, 1553. Réimpression retitrée de De universali quadrante (Paris, 1550).
- De re & praxi geometrica, Libri tres, figuris & demonstrationbus illustrati. Vbi de Quadrato geometrico, & virgis feu baculis mensoriis, necnon aliis, cum mathematicis, tum mechanicis Lutetiae, apud Aegidium Gourbinum, 1556.
- De solaribus horologiis & quadrantibus libri quatuor. Paris, Cavellat, 1560.
- Opere di Orontio Fineo del Delfinato divise in cinque Parti; Aritmetica, Geometria, Cosmografia, & Oriuoli, Tradotte da Cosimo Bartoli.. Et gli Specchi, tradotti dal Cavalier Ercole Bottrigaro.. Nuovamente poste in luce:.. Première édition italienne. Venetia, Presso Francesco Franceschi Senese, 1587

## Hommages

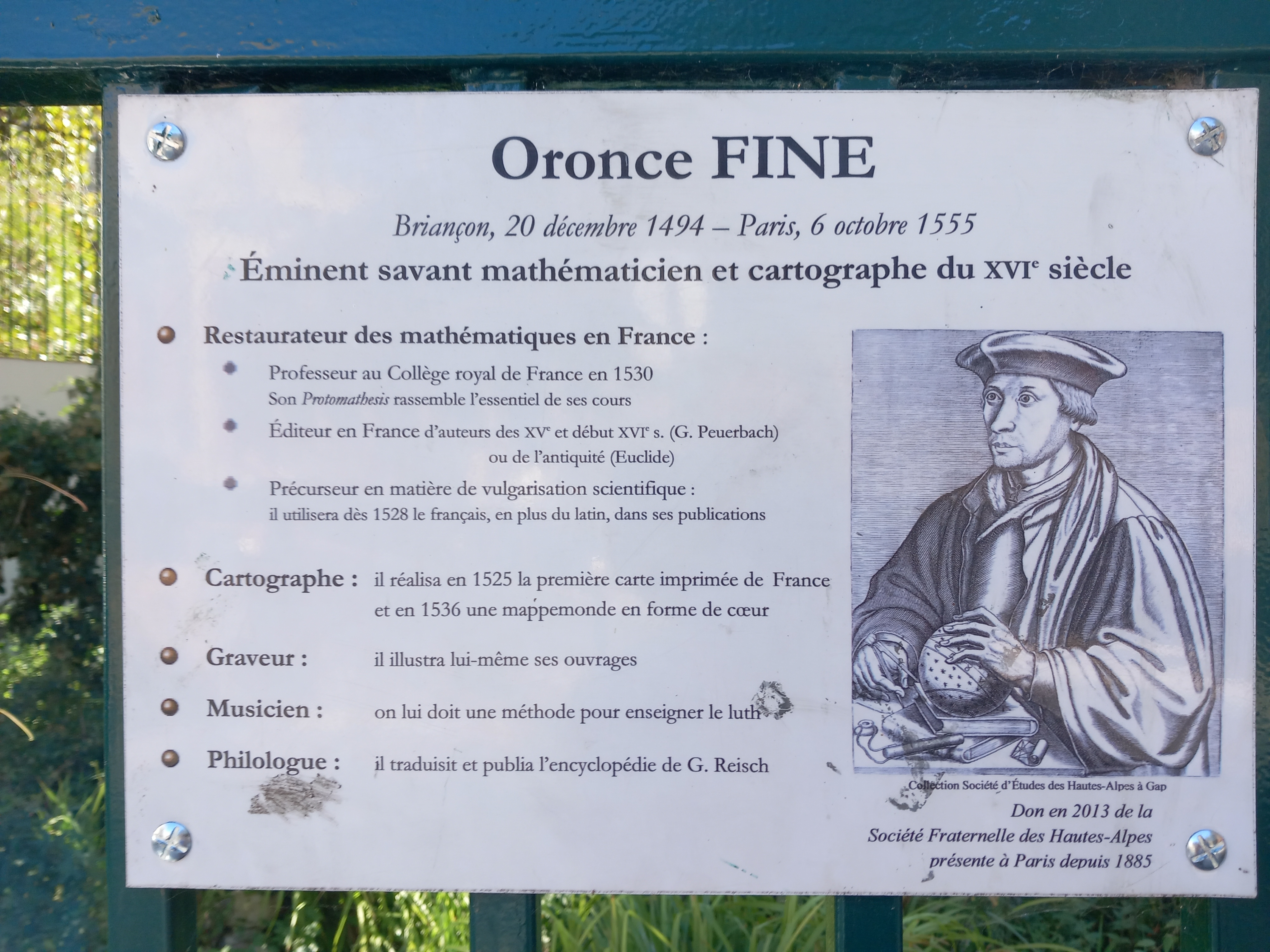
Plaque commémorative au square Oronce-Fine à Paris.

- Square Oronce-Fine, dans le 5e arrondissement de Paris.
- École Primaire Oronce Fine, à Briançon.
- En 1935, l'Union astronomique internationale a donné le nom de l'astronome français Oronce Finé au cratère lunaire Orontius.